# Cimetière d'Olšany
Pour les articles homonymes, voir Olšany.
Le cimetière d'Olšany (Olšanské hřbitovy en tchèque) est le plus grand cimetière de Prague (République tchèque).
Il est situé dans le quartier de Žižkov. De nombreuses personnalités célèbres y sont enterrées dont :
- Arkady Avertchenko (1881-1925), écrivain russe ;
- Bernard Bolzano (1781-1848), mathématicien ;
- Karel Havlíček Borovský, écrivain ;
- Karel Jaromír Erben (1811-1870), poète et écrivain ;
- Alexander Dreyschock (1818-1869), pianiste et compositeur ;
- Jožka Jabůrková (1896-1942), journaliste résistante antifasciste ;
- Alexandre Kiesewetter (1866-1933), historien russe ;
- Václav Kliment Klicpera (1792-1859) ;
- Nicodème Pavlovitch Kondakov (1844-1925) historien byzantiniste russe ;
- Josef Lada (1887-1957), peintre et écrivain ;
- John William Madden (1865-1948), footballeur ;
- Marie Majerová (1882-1967), écrivaine ;
- Jan Palach (1948-1969), étudiant tchécoslovaque, symbole de la révolte de 1968 après qu'il s'est suicidé en s'immolant sur la place Venceslas à Prague, pour protester contre l'occupation de son pays par l'armée soviétique ;
- Sofia Roussova (1856-1940), autrice russe et femme politique nationaliste ukrainienne ;
- Jiřina Štěpničková (1912-1985), actrice ;
- Evgueni Tchirikov (1864-1932), écrivain russe ;
- Václav Treitz (1819 - 1872), pathologiste ;
- Augustin Volochyne, président de la  Ruthénie subcarpathique.
- Jiří Voskovec, acteur ;
- Jan Werich (1905-1980), acteur.